# Twila Paris
Twila Paris Wright (Fort Worth, 28 december 1958) is een christelijke muzikante, songwriter, schrijfster en pianiste.
Paris is in de Verenigde Staten al sinds 1980 een succesvol christelijk muzikante, namelijk 32 van haar singles stonden op nummer 1 van de Amerikaanse Christelijke radio airplays, waaronder "He Is Exalted", "God Is In Control", "We Bow Down" en "The Warrior Is A Child". Ze ontving 5 GMA Dove Awards en 3 Amerikaanse Songwriter awards.
Paris wordt in de Verenigde Staten vaak genoemd als een van de vertolksters van de moderne hymne, en de enig levende hymneniste in de traditie van het hymne schrijven in Engeland en de VS. Enkele van Paris hymnes zijn in kerken van de Methodisten en de Charismatische beweging opgenomen in de hymnals.
In de jaren negentig bracht Paris voornamelijk christelijke popmuziek uit, maar op de laatste albums is haar repertoire meer gericht op christelijke worship en praisemuziek. Haar meest recente album is "God Shed His Grace: Songs of Truth and Freedom" (2012).
```
02/28/2012
```

## Discografie

### Albums
- Knowin' You're Around (1980)
- Keepin' My Eyes On You (1982)
- The Warrior Is A Child (1984)
- Kingdom Seekers (1985)
- Same Girl (1987)
- For Every Heart (1988)
- It's The Thought (1989)
- Cry For The Desert (1990)
- Sanctuary (1991)
- A Heart That Knows You (1992)
- Beyond A Dream (1993)
- The Time Is Now (1995)
- The Early Years (1996)
- Where I Stand (1996)
- Perennial: Songs For The Seasons Of Life (1998)
- True North (1999)
- Signature Songs (2000)
- Bedtime Prayers (2001)
- Greatest Hits: Time & Again (2001)
- House of Worship (2003)
- 8 Great Hits (2004)
- Simply (2005)
- He Is Exalted: Live Worship (2005)
- Ultimate Collection (2006)
- Looking Up (2006)
- Small Sacrifice (2007)
- God Shed His Grace: Songs of Truth and Freedom (2012)

## Boeken
- Making A Christmas Memory (1990) (Met Jeanie Price)
- In This Sanctuary: An Invitation To Worship The Savior (1992) (in samenwerking met Dr. Robert Webber)
- Celebrate The Gift of Jesus Every Day  (1993, 1994)
- Perennial: Mediations For The Seasons Of Life (1998)
- Bedtime Prayers and Lullabies (2001)